# Neuroregénération
Ne doit pas être confondu avec Neurogenèse.
La neuroregénération est le renouvellement des neurones (uniquement artificiel dans toutes les zones du cerveau excepté la zone sous-ventriculaire de l'hippocampe et le striatum chez l'homme et la plupart des autres mammifères), leur réparation ou la repousse du tissu nerveux (axones et synapses), endommagés par exemple par une maladie neurodégénérative, l'absence de sommeil, ou un neurotoxique.
Les blessures du système nerveux affectent plus de 90 000 personnes par année, dont 10 000 personnes à la moelle épinière. Étant donné la haute incidence des troubles qui peuvent affecter le système nerveux, la recherche est grandissante dans le domaine de la régénération nerveuse[réf. souhaitée].

## Traitements cliniques
- Conversion de glias en neurones[1].

- PCAF [Quoi ?] cause des évènements chimiques et génétiques qui permettent aux nerfs de se régénérer. Cependant, les tissus cicatriciels interfèrent avec les nerfs et leur habilité à se régénérer [réf. nécessaire]. Pour résoudre ce problème, les scientifiques peuvent utiliser la thérapie génique pour amener les cellules nerveuses à produire de la chondroitinase ABC, une enzyme qui digère le tissu cicatriciel et qui fait place aux nerfs pour la génération.[réf. nécessaire].